# Gelblemming
Der Gelblemming (Eolagurus luteus) ist eine Nagetierart aus der Unterfamilie der Wühlmäuse (Arvicolinae). Sie kommt im östlichen Kasachstan, in Russland, der westlichen Mongolei und im Norden der China vor. Aufgrund ihrer hohen Fortpflanzungsraten können die Tiere in manchen Jahren in sehr großen Dichten vorkommen, in anderen Jahren können die Bestände jedoch auch regional fast vollständig zusammenbrechen.

## Merkmale
Der Gelblemming erreicht eine Kopf-Rumpf-Länge von 10,5 bis 19,5 Zentimeter mit einem Schwanz von 12 bis 22 Millimeter Länge. Die Hinterfußlänge beträgt 19 bis 21 Millimeter, die Ohrlänge 5 bis 9 Millimeter. Das Fell ist blass sandfarben braun, teilweise mit dunkleren Einwaschungen im Nacken und um die Augen. Die Körperseiten sind sandgelb und gehen in die blassgelbe Bauchseite über. Die Oberseite der Füße und die Behaarung der Sohlen sind gelbbraun. Der Daumen (Pollex) der Vorderfüße besitzt eine kleine spitze Klaue. Die Jungtiere haben häufig einen undeutlichen hellen Streifen auf der Rückenmitte, der bei den ausgewachsenen Tieren fehlt. Vom Przewalski-Lemming (Eolagurus przewalskii) unterscheidet sich der Gelblemming vor allem durch die gelbe Bauchfarbe während diese beim Przewalski-Lemming weiß ist. Die Daumenklaue des Przewalski-Lemmings ist zudem größer und stumpf.
Der Schädel hat eine Länge von 28,0 bis 32,0 Millimeter. Er entspricht dem des Przewalski-Lemming und unterscheidet sich von diesem vor allem die kleineren Paukenblasen, die nicht so weit nach vorn reichen, sowie durch die Form des Warzenfortsatz (Processus mastoideus).

## Verbreitung
Der Gelblemming kommt im östlichen Kasachstan, Russland, der westlichen Mongolei und im Norden der China im nördlichen Xinjiang vor. In der Mongolei lebt die Art im Dsungarischen Alatau und im Gobi-Altai vor, in Russland im Altai im Grenzgebiet zu China und Kasachstan. Die westliche Verbreitungsgrenze liegt heute im Zeisan-Becken in Kasachstan, während die Art bis zum Ende des 19. Jahrhunderts deutlich weiter verbreitet war.

## Lebensweise
Der Gelblemming lebt in der Trockensteppe, auf stabilen Sanddünen und in Halbwüstengebieten der Höhenlagen, wobei sie im Frühjahr und Sommer in niedrigeren Lagen vorkommt und sich wieder zurückzieht, wenn die Gräser zu trocken werden. Er ist tagaktiv und ernährt sich herbivor von Gräsern, Wurzeln, Knollen und Samen. Zum Sammeln der Nahrung kommen die Tiere rasch aus ihren Verstecken in Erdlöchern und Spalten und ziehen sich zum Fressen dorthin zurück. Sobald die verfügbare Nahrung um ein Loch aufgebraucht ist, suchen sie ein neues Versteck.
Die Fortpflanzung findet in den Sommermonaten statt und die Weibchen können in einem Jahr drei Würfe haben, die aus jeweils sechs bis neun Jungtieren bestehen. Die Jungtiere erreichen ihre Geschlechtsreife nach drei bis vier Wochen. Die Bestandsdichte der Tiere kann sich abhängig von der Witterung von Jahr zu Jahr sehr stark unterscheiden, in Jahren mit sehr hohen Fortpflanzungszahlen erreichen sie in Xinjiang Bestandsdichten von 1000 bis 3000 Tieren pro Hektar. Andererseits kann die Population in sehr trockenen Jahren zusammenbrechen und die Tiere sind nur noch lokal nachweisbar. In Jahren mit großen Beständen können sich zudem schnell Krankheiten ausbreiten.

## Systematik
Der Gelblemming wird als eigenständige Art innerhalb der Gattung Eolagurus eingeordnet, die aus zwei Arten besteht. Die wissenschaftliche Erstbeschreibung der Art stammt von dem deutschen Naturforscher Eduard Friedrich Eversmann, der die Art 1840 anhand von Individuen aus Kasachstan im Nordwesten des Aralsees beschrieb.

## Status, Bedrohung und Schutz
Der Gelblemming wird von der International Union for Conservation of Nature and Natural Resources (IUCN) aufgrund der hohen Bestandszahlen und des großen Verbreitungsgebietes als nicht gefährdet (Least concern) eingeordnet. Risiken für die Gesamtbestände der Art bestehen nicht, regional sind sie allerdings von der Überweidung durch landwirtschaftlich genutzte Weidetiere sowie der Austrocknung von Wasserquellen und Dürrezeiten betroffen.

## Belege
1. 1 2 3 4 5 6  Darrin Lunde, Andrew T. Smith: Yellow Steppe Vole. In: Andrew T. Smith, Yan Xie: A Guide to the Mammals of China. Princeton University Press, Princeton NJ 2008, ISBN 978-0-691-09984-2, S. 221–222.
2. 1 2  Eolagurus luteus in der Roten Liste gefährdeter Arten der IUCN 2016.2. Eingestellt von: N. Batsaikhan, D. Avirmed, D. Tinnin, 2008. Abgerufen am 8. Oktober 2016.
3. ↑  Eolagurus luteus. In: Don E. Wilson, DeeAnn M. Reeder (Hrsg.): Mammal Species of the World. A taxonomic and geographic Reference. 2 Bände. 3. Auflage. Johns Hopkins University Press, Baltimore MD 2005, ISBN 0-8018-8221-4.